# Енні Карлсон
Енні Карлсон (Annie Carlson, також відома як Енні Вандермеєр та Енні Вандермеєр Міцода) — американська дизайнерка та сценаристка рольових відеоігор, найвідоміша роботою над Guild Wars 2 (2012) та Destiny (2014), письменниця-фантастка.

## Біографія
Енні Карлсон закінчила Макалестерський Коледж у 2003 році із дипломом бакалавра з відзнакою за спеціальністю англійської мови, пишучи про наукову фантастику та фентезі в сучасній американській літературі. Влітку 2004 року почала працювати в Papaya Studio, першим її проєктом була гра Taxi Driver, яка є продовженням однойменного фільму.
У січні 2006 року, невдовзі після скасування Taxi Driver, приєдналася до Obsidian Entertainment, розпочавши роботу над їхнім проєктом під робочою назвою «New Jersey». Після скасування проєкту приєдналася до команди Neverwinter Nights 2, де працювала над описами до внутрішньоігрових предметів і входила до команди її презентації на Penny Arcade Expo (PAX) у 2006 році. Після випуску Neverwinter Nights 2 перейшла до проєкту Alpha Protocol у ролі помічниці сценариста, де працювала з, на той час, креативним директором проєкту Браяном Міцодою. Працюючи над Alpha Protocol, Карлсон паралельно допомагала із дизайном для першого розширення Neverwinter Nights 2, Mask of the Betrayer. На початку 2008 року її перевели до другого розширення Neverwinter Nights 2 — Storm of Zehir, у ролі дизайнерки та провідної сценаристки. Вона також брала участь в роботі над скасованою рольовою грою Aliens. У жовтні 2008 року покинула Obsidian і переїхала до Сіетла, з того часу вона є постійною учасницею PAX і бере участь у їх конференціях протягом багатьох років.
У 2009 році Карлсон приєдналася до студії ArenaNet як ігрова дизайнерка, спочатку працюючи над особистим сценарієм для Guild Wars 2, а потім перейшла до команди Living Story, працюючи, зокрема, над оновленнями «Lost Shores» і «Flame & Frost». З 2013 по 2014 рік працювала ігровою дизайнеркою в студії Bungie над Destiny. З квітня 2014 по січень 2018 року стала повноправною членом DoubleBear Productions, де працювала сценаристкою і дизайнеркою над їхньою першою грою, Dead State, а потім як керівниця другого студійного проєкту PANIC at Multiverse High!. У січні 2018 року приєдналася до System Era Softworks як дизайнерка контенту Astroneer, працюючи над численними оновленнями гри до свого виходу з компанії в жовтні 2019 року.
У вересні 2019 року Енні Карлсон заснувала Tiamat Collective — список фрилансерів різних спеціальностей, які відкриті до роботи в майбутніх творчих проєктах — і у січні 2020 року випустила їхню першу гру The Passenger. Також працювала над дизайном оповіді до інді-гри Unpacking, за яку отримала нагороду за «Найкращу оповідь» (разом з Реном Браєром і Тімом Доусоном) на BAFTA Games Awards у квітні 2022 року. Невдовзі після цього, у грудні 2019 року, Вандермеєр знову приєдналася до ArenaNet як старша дизайнерка для Guild Wars 2, спочатку в їхньому сезонному розширенні The Icebrood Saga, а пізніше і в третьому доповненні End of Dragons. У квітні 2022 року вона знову залишила ArenaNet і продовжила працювати фрилансеркою, а в серпні 2022 року стала головною дизайнеркою в Digimancy Entertainment.
Вандермеєр брала участь у багатьох проєктах Fantasy Flight Games як письменниця-фантастка, зокрема Legend of the Five Rings, The Investigators of Arkham Horror (збірка фантастики, заснована на їхній франшизі Жах Аркгема), Twilight Imperium і Legacy of Dragonholt, сюжетна пригодницька гра у всесвіті Runebound.

## Виставки та інтерв'ю
- Penny Arcade Expo 2006 — Neverwinter Nights 2[21]
- Penny Arcade Expo 2008 — «Women in the Game Industry» («Жінки в ігровій індустрії»)[22]
- Penny Arcade Expo 2011 — «The Agony and Ecstasy of RPG Writing» («Агонія та екстаз написання рольових ігор»)[23]
- Penny Arcade Expo Prime 2013 — «From Tabletop to Digital: Crafting Stronger Interactive Narratives» («Від настільного до цифрового: створення сильніших інтерактивних наративів»)
- Penny Arcade Expo Prime 2014 — «Be So Good They Can't Ignore You: Tales of Successful Indies» («Будь таким крутим, щоб тебе неможливо було ігнорувати: Розповіді про успішні інді»)
- Penny Arcade Expo Prime 2015 — «CLASSIC RPGs FOREVER!» («Класичні RPG назавжди!»)[24]
- Penny Arcade Expo Prime 2015 — «Surviving Success: How to Handle a Winning Kickstarter» («Пережити успіх: як впоратися з перемогою на Kickstarter»)[24]
- Penny Arcade Expo Prime 2016 — «Choose Your Own Adventure: Women in Video Game Writing» («Вибери власну пригоду: жінки в написанні відеоігор»)[25]
- Penny Arcade Expo Prime 2017 — «Real Feels: Crafting Meaningful Relationships in Games» («Справжні почуття: створення значущих стосунків в іграх»)
- Penny Arcade Expo Prime 2017 — «That's It, That's the Joke: Humor, Games, and Humorous Games» («Саме це, це і є жарт: Гумор, ігри та гумористичні ігри»)
- Penny Arcade Expo West 2018 — «I See What You Did There: Environmental Storytelling GO!» («Я бачу, що ви там зробили: Розповідь за допомогою фізичного дизайну»)
- Мет Бартон — інтерв'ю[26]
- Асоціація незалежних розробників ігор Сіетлу — «BECOMING: Game Leadership»[27]
- LudoNarraCon 2021 — «Good Stories Must End»[28]
- LudoNarraCon 2022 — «Trials of Gameplay Design»[29][30]